# 际华三五一三实业
际华三五一三实业有限公司是一所位于中华人民共和国陕西省西安市城南文化区南二环内的制鞋企业。公司的前身是1938年9月10日成立的兴华制革厂，是中国共产党最早的军需企业之一。兴华制革厂后改名中国人民解放军第3513工厂。在后来的改革中，中国人民解放军3513工厂改名际华三五一三实业有限公司，划归新兴际华集团。现今际华三五一三实业是新兴际华集团旗下上市公司际华集团股份有限公司的全资子公司。
公司源于陕甘宁边区政府1938年8月筹建、1938年9月10日成立的兴华制革厂。厂址起初位于保安县，全厂有27名职工，首任厂长为惠彦祥。1940年春，兴华制革厂迁至延安（今砖窑湾镇沟槽渠村）。这一阶段的厂址尚存一座小土地庙和几孔窑洞。1945年春时，兴华制革厂职工数超过370人、厂房超过一百间（孔）。1947年3月19日，兴华制革厂随部队撤离。后来，兴华制革厂迁至西安市，改名为中国人民解放军第3513工厂。其后，中国人民解放军3513工厂改名际华三五一三实业有限公司，划归新兴际华集团。现今际华三五一三实业是新兴际华集团旗下上市公司际华集团股份有限公司的全资子公司。
际华三五一三实业有限公司有职工逾千人，厂区占地面积超过三万平方米，年产鞋靴两百万双。在制鞋主业之外，际华三五一三实业涉足房地产，开发了九锦台、新兴际华大厦等项目。此外，公司与西安市热力公司合资成立了朱雀热力有限公司，这是西安城南最大的供热企业；公司与西安市朱雀花卉市场管理有限公司合作开办了朱雀花卉商城。